# Валентини, Паскуале
Паскуа́ле Валенти́ни (итал. Pasquale Valentini; род. 19 июля 1953, Сан-Марино) — сан-маринский политик, Государственный секретарь (министр) по иностранным и политическим делам, телекоммуникациям и транспорту Сан-Марино с 5 декабря 2012 года по 27 декабря 2016 года.

## Биография
В 1977 году окончил математический факультет Болонского университета. С 1977 по 1993 год преподавал математику, химию, физику и естественные науки в младших классах средней школы, а в 1993 году получил кафедру математики в гимназии. С середины 70-х до середины 80-х годов принимал активное участие в деятельности Демократической конфедерации рабочих Сан-Марино.
В 1988 году Валентини был впервые избран в Большой генеральный совет (парламент Сан-Марино) от Христианско-демократической партии. После этого он постоянно переизбирается членом совета на выборах 1993, 1998, 2001, 2006, 2008 и 2012 годов. С июля 2001 по июнь 2002 года и с декабря 2002 по декабрь 2003 года был министром образования, университетов и культурных учреждений. 30 апреля 2010 года назначен министром финансов. С декабря 2012 по декабрь 2016 года — министр иностранных дел и, одновременно, глава правительства Сан-Марино.
Валентини женат и имеет троих детей.